# Nuevo Balsas
Nuevo Balsas es una localidad del estado mexicano de Guerrero. Es parte del municipio de Cocula.

## Demografía
| Gráfica de evolución demográfica |
|                                  |

| Censo | Población |
| ----- | --------- |
| 1990  | 2 033     |
| 2000  | 1 720     |
| 2010  | 1 711     |
| 2020  | 2 226     |